# Карл Кроус
Карл Кроус (англ. Charl Crous, 25 вересня 1990) — південноафриканський плавець.
Учасник Олімпійських Ігор 2012 року.
Переможець Всеафриканських ігор 2011 року.
Призер Ігор Співдружності 2010 року.